# Ceiba (Porto Rico)
Ceiba é uma pequena cidade no nordeste do Puerto Rico. É nomeado após a famosa árvore Ceiba. Ceiba está localizado na costa leste da ilha, na fronteira com o Oceano Atlântico, ao norte de Naguabo, no sul de Fajardo e leste do Río Grande. Está localizado a cerca de uma hora de distância de San Juan. Ceiba está espalhada por sete alas e Pueblo Ceiba (O centro da cidade e do centro administrativo da cidade). É parte da Área Metropolitana de Fajardo.
Ceiba, está situada perto de Fajardo, que serve como casa de uma base militar aérea americana, a Estação Naval Roosevelt Roads. A maioria das unidades não foram realocadas e a base foi fechada em 2004. A cidade é servida pelo Aeroporto José Aponte de la Torre, inaugurado em 2008.